# Operation Fast and Furious
Fast and Furious war der Deckname für eine 2009 und 2010 verdeckt geführte Operation des Bureau of Alcohol, Tobacco, Firearms and Explosives (ATF), eine dem Justizministerium der Vereinigten Staaten unterstellte Bundespolizeibehörde. Die Operation wurde nach Aussagen der Agenten durch das Büro Arizona der Bundesstaatsanwaltschaft massiv behindert oder aber scheiterte an juristischen Bedenken und mangelnder Koordination, so dass die Operation bis zu den Presseveröffentlichungen ihre Ziele nicht erreichte. Streitigkeiten zwischen den Agenten der Arbeitsgruppe wurden im April 2011 an die Presse getragen, die die Zusammenhänge grob verfälschte. Aufgrund dieser Medienberichte wurde die Operation durch Politiker der Republikaner als Skandal hingestellt. Die tatsächlichen Zusammenhänge wurden erst ein Jahr später aufgedeckt.

## Hintergrund und Ablauf
Grundlage der Ermittlungen war der Verdacht, dass mexikanische Drogenkartelle im großen Stil durch unbescholtene Strohmänner in den Vereinigten Staaten Waffen kaufen, die im in Mexiko herrschenden Drogenkrieg eingesetzt werden. Da nur der vorsätzliche Ankauf von Waffen für einen Dritten strafbar ist, müssen die Ermittler die Absicht der Weitergabe zum Zeitpunkt des Kaufes beweisen. Die Bundesstaatsanwaltschaft in Phoenix stellte an diesen Beleg ungewöhnlich hohe Anforderungen. Als Grund für das Handeln der Staatsanwaltschaft gilt die politische Stimmung in Arizona, wo Waffenbesitz und -handel als Freiheitsrecht gilt und jegliche Einschränkungen durch konservative Politiker und die Waffenlobby mit massivem Druck beantwortet wird. Strittig ist, ob die Staatsanwaltschaft vorsätzlich und kontinuierlich das ATF daran hinderte, Waffen bei Strohmännern zu beschlagnahmen. Jedenfalls gelangten die Agenten des ATF zu dem Eindruck, dass sie weder die Strohmänner verfolgen, noch die von ihnen gekauften Waffen beschlagnahmen könnten, und richteten ihre Ermittlungen auf die Hintermänner aus. Die Operation Fast and Furious sollte die Netzwerke der Strohmänner und ihrer Hintermänner aufdecken. Dazu wollten sie Anfang Januar 2010 erstmals für das ATF eine längere Telefonüberwachung nutzen, außerdem wurden GPS-Ortungsgeräte benutzt. Ein Antrag der Ermittler, das Telefon des bereits identifizierten Organisators der Käufe abzuhören um so Beweise für die Auftragsvergabe an die Strohmänner zu erhalten, wurde von der Staatsanwaltschaft jedoch über Monate wegen Überlastung oder aus juristischen oder politischen Bedenken verschleppt, so dass sie erst im März wirksam werden konnte. Sie dauerte bis August 2010, erbrachte aber nicht die erhofften Ergebnisse. Schon im April 2010 erwogen die Agenten eine Exit-Strategie und überlegten, wie sie in der noch zur Verfügung stehenden Zeit Beweise für möglichst schwerwiegende Anklagen sichern könnten.
In einer mit der Operation Fast and Furious unzusammenhängenden Operation, an der nur eines der Mitglieder des Fast-and-Furious-Teams beteiligt war, hatte dieser als verdeckter Ermittler Waffen mit Steuermitteln angekauft, an einen Mittäter der Kartelle weiterverkauft und plante, die Waffen anschließend vor der Grenze zu beschlagnahmen. Er ging jedoch vorher in Urlaub und hatte seine Mitarbeiter nicht ausreichend über den geplanten Transport informiert, so dass die Waffen nach Mexiko gelangten.
Zwei Waffen aus einem in der Datenbank von Fast and Furious als verdächtig eingetragenem Kauf, deren Beschlagnahme von der Bundesstaatsanwaltschaft ausdrücklich untersagt worden waren, wurden im Dezember 2010 im Grenzgebiet neben der Leiche eines von den Kartellen ermordeten Beamten der United States Border Patrol gefunden, was zum Mittelpunkt der Presseveröffentlichungen wurde. Erst nach dem Mord, Mitte Januar 2011 kam es zu den ersten Anklagen im Verfahren.
Der Fernsehsender Columbia Broadcasting System behauptete in einem Beitrag, der nur aufgrund von Aussagen von einigen Mitarbeitern des inzwischen zerstrittenen Fast and Furious Teams entstanden war und Dokumente in verfälschender Weise zitierte,  dass unter Billigung des ATF Waffenshops in Arizona Waffen (u. a. Sturmgewehre nach AK47-Vorbild) an mutmaßliche Strohmänner mexikanischer Drogenkartelle legal hätten verkauft werden dürfen. Dieser Vorwurf wurde über ein Jahr lang als Tatsache hingestellt und verfolgt.

## Untersuchung
Ein US-Kongressausschuss griff das Thema auf und untersuchte im Juli 2011, wer in der US-Administration diese umstrittene Kriminalitätsbekämpfung veranlasste. Kenneth Melson, Leiter der ATF und verantwortlich für die „Operation Fast and Furious“, trat am 30. August 2011 zurück. Der US-Justizminister Eric Holder sagte, er habe von der verdeckten Operation erst nach ihrem Abbruch erfahren.
Der vermeintliche Skandal wurde von Abgeordneten der Republikaner gegen die beteiligten Behörden eingesetzt und Rücktrittsforderungen gegen die Behördenleiter gestellt. Auch die weitere Leitungsebene des ATF trat in der Folge zurück. Justizminister Holder weigerte sich Mitte 2012, nach der Herausgabe aller Akten der Operation selbst noch weitere Akten an den Kongressausschuss herauszugeben und erklärte, dass sie keinen Zusammenhang mit dem Thema der Ermittlungen hätten. In dieser Weigerung wurde er durch Präsident Barack Obama gestützt, der sein Veto unter Berufung auf die Doktrin des executive privilege einlegte. Daraufhin stimmten die republikanische Mehrheit und einige demokratische Abgeordnete des Repräsentantenhauses ab, dass Justizminister Holder in contempt of Congress wäre, eine Straftat der Verletzung von gesetzlichen Mitwirkungspflichten. Eine solche Abstimmung hatte es in der Geschichte der Vereinigten Staaten noch nie gegeben.
Ebenfalls im Juni 2012 stellte sich heraus, dass die Waffenkäufer, bei denen angenommen wurde, dass sie für die mexikanischen Drogenkartelle arbeiteten, V-Leute des FBI waren, die für die Käufe US-Steuergelder erhielten.
Im September 2012 erschien ein Untersuchungsbericht des unabhängigen Office of the Inspector General des US-Justizministeriums. Er arbeitete die Abläufe der verschiedenen Operationen des ATF Phoenix auf und kam zum Schluss, dass die Agenten zu keinem Zeitpunkt willentlich Waffen in die Hände der mexikanischen Kartelle gelangen ließen, sondern die von der Bundesstaatsanwaltschaft als legal eingeschätzten Verkäufe nicht stoppen konnten. Die beteiligten Behördenleitungen hätten aber ungenügende Aufsicht und Kooperation gezeigt. Der zuständige Bundesstaatsanwalt war durch die zusammenhängenden und andere Verfahren überlastet, was zu erheblichen Verzögerungen führte. Er nahm jedoch Angebote von Vorgesetzten und Kollegen, ihn zu entlasten, nicht an. Außerdem hätte den Vorgesetzten in ATF und Staatsanwaltschaft auffallen müssen, dass die Abläufe im Gesamtbild nicht im Interesse der öffentlichen Sicherheit sein konnten, so dass andere Ermittlungs- und Strafverfolgungsansätze genutzt hätten werden müssen.